# Carmela Corleone
Carmela Corleone (1897-1959) es un personaje ficticio de la novela de Mario Puzo El padrino. En la ficción de la novela Carmela es la mujer de Vito Corleone. Tanto en las películas adaptadas a partir de la novela como en las novelas en las que aparece, a Carmela Corleone se la llama siempre «Mamma». En las dos primeras películas, El padrino y El padrino II, fue interpretada por la cantante y actriz Morgana King. En los flashbacks de la segunda película de la saga (El padrino II), Carmela fue interpretada por la joven actriz italiana Francesca De Sapio.

## Miembros de la familia
- Vito Corleone (su marido)
- Tom Hagen (su hijo adoptivo)
- Santino 'Sonny' Corleone (uno de sus hijos)
- Costanzia 'Connie' Corleone-Rizzi (su hija)
- Fredo Corleone (uno de sus hijos)
- Michael Corleone (uno de sus hijos)
- Anthony Corleone (uno de sus nietos)
- Mary Corleone (su nieta)
- Vincent Mancini (uno de sus nietos)

- Datos: Q2609353